# Sandra Ravioli
Sandra Ravioli (* 18. Februar 1962 in Basel) ist eine in Moskau lebende Ökonomin. Sie ist Autorin, Herausgeberin und Übersetzerin von Büchern zum zeitgenössischen Russland.

## Arbeit
Sandra Ravioli lebt seit 1992 in Russland. Sie war Herausgeberin der Buchreihe Nach Russland und arbeitet nach eigenen Angaben als Privatdozentin für mehrere russische Universitäten. Den Schwerpunkt ihrer Arbeit sieht Ravioli in der Tätigkeit als Herausgeberin für Bücher, die sich abseits des Mainstreams positionieren und ein anderes Russlandbild vermitteln als die Werke aus großen Verlagen. Bis 2011 veröffentlichte sie sämtliche Bücher, an denen sie als Autorin, Co-Autorin oder Herausgeberin mitwirkte, über die Self-Publishing-Plattform Books on Demand, Norderstedt.
Nach dem Reiseratgeber Russland auf eigene Faust (2007), der sich auf den europäischen Teil Russlands beschränkt hatte und vom Eurasischen Magazin als „auf jeden Fall zu empfehlen“ bewertet wurde, verfasste sie gemeinsam mit dem freien Journalisten Roland Bathon 2008 den Nachfolgeband Russland anders. Die Rezensentin Karin Metzger von Russland.TV schrieb 2008, Russland anders sei die „ideale Lektüre für alle, die nach Ideen für eine eigene Russlandreise suchen“.
Kritisiert wurde Ravioli als Autorin von Eberhart Wagenknecht im Eurasischen Magazin wegen stilistischer Mängel ihres Buches Russische Alltagskultur – von A wie Aberglauben bis Z wie Zeit, das ebenfalls 2008 erschien. Der Rezensent resümiert jedoch, es sei „allen Mängeln zum Trotz empfehlenswert“, weil es versuche, „ein realistisches Bild des heutigen Russlands und seiner Menschen zu zeigen“. RusslandJournal.de bemängelte in seiner Rezension zu Russische Alltagskultur – von A wie Aberglauben bis Z wie Zeit: „Leider gibt es im Buch viele Schreibfehler, vor allem bei der Schreibweise russischer Wörter.“
Als Übersetzerin übertrug Ravioli zwei Werke russischer Schriftsteller aus dem Russischen ins Deutsche.

## Werke (Auswahl)

### Bücher
- Firmenpraxis in Russland: Ratgeber, Spiel- und Verhaltensregeln für jedes Business. Books on Demand, Norderstedt 2007, ISBN 978-3-8370-0299-7.
- mit Roland Bathon: Russland auf eigene Faust: Ratgeber für Urlaub und Business. Books on Demand, Norderstedt 2007, ISBN 978-3-8334-9869-5; 2. Auflage 2011.
- (Hrsg.): Alexander Prochanow: Jenseits russischer Villenzäune: Surrealität des menschlichen Daseins im heutigen Russland. Übersetzt von Sandra Ravioli. Books on Demand, Norderstedt 2007, ISBN 978-3-8370-1054-1.
- mit Stefan Scholz, Niina Trunova: Moskau Wellton Park 2007 : neuer Wohnungsbau in Moskau – städtebauliche Ideen und Realität, Books on Demand, Norderstedt 2008, ISBN 978-3-8370-3992-4.
- Russische Alltagskultur. Von A wie Aberglauben bis Z wie Zeit., Books on Demand, Norderstedt 2008, ISBN 978-3-8370-4678-6.
- mit Roland Bathon: Russland anders – Geheimtipps von Moskau bis Magnitogorsk. Books on Demand, Norderstedt 2008, ISBN 978-3-8370-1580-5.
- mit Larissa Agafonowa: Buchhaltung und Steuern in Russland Einfach erklärt für jedermann. Books on Demand, Norderstedt 2008, ISBN 978-3-8370-5439-2.
- Russland 2020. Eine provokative Thesis. Books on Demand, Norderstedt 2009, ISBN 978-3-8370-7647-9.
- Buchhaltung und Steuern in Russland einfach erklärt für jedermann, Books on Demand, Norderstedt 2011, ISBN 978-3-8370-5439-2.
- Russland allein bereisen Für Tourismus, Studium und Business, Social Softwork, Wettingen 2012, ISBN 978-3-906015-13-2.
- Kids im Internet. Pax et Bonum, Berlin 2012, ISBN 978-3-943650-09-9.
- Alexander Alexejewitsch Lapin: Verlorenes Paradies. Übersetzt von Sandra Ravioli. local global GmbH, Stuttgart 2016, ISBN 978-3-9817242-2-6.

### E-Books
- mit Vadim Palmov: JahresZeiten Zwischen den Welten, Books on Demand, Norderstedt 2009, ISBN 978-3-8370-5435-4.
- mit Ivan Salin: Personalsuche in Russland, Books on Demand, Norderstedt 2010, ISBN 978-3-8391-7180-6.
- Investition in Russland Zahlenfakten als Argument für ein Engagement in Russland?, Books on Demand, Norderstedt 2010, ISBN 978-3-8391-6427-3.
- mit Oliver Kempkens, Karoline Spring, Nina Reuter: Weißrussland anders, Books on Demand, Norderstedt 2011, ISBN 978-3-8423-3110-5.
- Dampfzeichen. E-Zigarettenbrevier, Books on Demand, Norderstedt 2011, ISBN 978-3-8448-0066-1.
- mit Harry Stiehl: Liquids und Aromen Liquids für e-Zigaretten selber mischen, Books on Demand, Norderstedt 2011, ISBN 978-3-8370-3992-4.